# Sar Tang-e Maḩmūd
Sar Tang-e Maḩmūd (persiska: سَر تَنگِ مَحمود) är en ort i Iran.   Den ligger i provinsen Chahar Mahal och Bakhtiari, i den centrala delen av landet, 400 km söder om huvudstaden Teheran. Sar Tang-e Maḩmūd ligger 2 214 meter över havet och antalet invånare är 475.
Terrängen runt Sar Tang-e Maḩmūd är bergig västerut, men österut är den kuperad. Runt Sar Tang-e Maḩmūd är det ganska glesbefolkat, med 26 invånare per kvadratkilometer. Närmaste större samhälle är Ardal, 19,6 km nordost om Sar Tang-e Maḩmūd. Trakten runt Sar Tang-e Maḩmūd består i huvudsak av gräsmarker.